# Quadern (El País)
Quadern és un suplement cultural en llengua catalana que publica l'edició del diari El País a Catalunya i a l'àrea de Llevant cada dijous. La publicació conté reportatges d'actualitat, una entrevista setmanal, crítiques i ressenyes de diverses disciplines.
El suplement s'aconsegueix amb el diari El País a Catalunya, però també es pot consultar via web a elpais.com. Des del passat 4 d'octubre de 2012 El País va decidir publicar en paper només la versió catalana per “l'obligada transformació en els mitjans de comunicació”, que va fer deixar únicament els suplements de Madrid i Catalunya, tal com es va dir des del diari.Tot i que la seu del diari es troba a Madrid, Quadern s'edita des de la delegació a Barcelona i actualment és coordinat per Carles Geli, periodista conegut pels seus articles sobre literatura i per les seves crítiques de llibres publicades al diari El País o al suplement literari de El Periódico de Catalunya. A l'octubre de 2012 la publicació va commemorar els 30 anys de Quadern amb articles que recordaven els inicis de la publicació com el d'Agustí Fancelli, que porta per títol Va arribar per quedar-se o l'escrit per Rosa Mora, Renovador, ambiciós i de qualitat. Actualment té un tiratge aproximat de 80.591 exemplars i una difusió de 61.767.

## Història
Quadern es publica des dels inicis de l'edició en català de El País a l'octubre de 1982, quatre dies després d'aparèixer l'edició catalana del diari, amb els objectius “d'apostar per la informació de qualitat mantenint el rigor”, tal com es va afirmar des de la publicació en el moment de la seva remodelació l'any 2010. Els directius de llavors, asseguraven que tant l'edició i el suplement Quadern eren una aposta per un país amb dues capitals com és el cas d'Espanya amb Madrid i Barcelona.
El primer número del suplement va sortir el diumenge 10 d'octubre i obria amb un reportatge que portava com a titular 20 anys de cançó, un aniversari crític. Va començar essent una publicació de quatre pàgines que es va ampliar a vuit. Poc temps després del llançament, el 1985, el suplement va rebre el premi gironí Àngel de Bronze de comunicació. Amb Quadern, el diari volia ampliar l'oferta informativa en temes no coberts per la competència i també mostrar la voluntat i l'interès de la redacció de Barcelona pels temes culturals catalans i per la seva identitat, utilitzant la llengua com a via, tal com va dir Marçal Murciano a Josep Maria Figueres i Artigues al llibre El País a Catalunya (Club Arnau de Vilanova. Barcelona, 1986). Aquest mateix llibre explica com als inicis de la publicació va haver-hi sectors que van considerar el suplement com una estratègia del diari per tenir més força i millor imatge a Catalunya.
L'aparició del suplement va significar un important canvi en el panorama de la premsa catalana. El fet important era el compromís que El País establia amb Catalunya i fins a quin punt això alterava el panorama de la premsa en català del moment. Va cobrir esdeveniments tan importants com els inicis de Televisió de Catalunya, el nacionalisme català, commemoracions de gran fites com els 100 anys de l'Exposició Universal de Barcelona, l'arribada dels gratacels a la ciutat comtal, entre d'altres.
En aquests inicis la publicació portava com a epígraf arts i llibres en llengua catalana, però els continguts de Quadern van anar creixent fins a convertir-se en una publicació cultural multidisciplinària. Comptava amb la col·laboració de grans figures de la cultura catalana com Joan Ferraté, Ramon Parcerisas, Narcís Comadira, Josep Maria Benet i Jornet o Tomàs Delclós, que es va encarregar de la secció de crítica televisiva Vist i Plau. Actualment Delclós continua treballant a El País, però com a defensor del lector.
Pel que fa a la difusió, es va mantenir durant molts anys com la primera publicació periòdica en difusió en llengua catalana per sobre dels 60.000 exemplars setmanals. Però aquesta hegemonia va ser substituïda l'any 1997 per l'aparició d'El Periódico de Catalunya en català.
Al maig de 1997 es va fer un Quadern més específic per a l'àrea de Llevant. Aquest Quadern valencià va rebre el premi Difusió de la Literatura atorgat per la junta de l'Associació d'Escriptors en Llengua Catalana l'any 2009.

## Aspectes formals
El suplement està format per vuit pàgines a cinc columnes i a color. Conté fotografies que reforcen la informació que donen les notícies. Al març de l'any 2010, amb la digitalització dels continguts del diari, Quadern va iniciar una nova etapa marcada per un canvi radical de disseny, a càrrec de Cristina Garde, que pretenia modernitzar l'aspecte gràfic del suplement. Aquesta renovació del disseny es va completar amb una agenda cultural de la setmana que consisteix en dues pàgines on es destaquen els esdeveniments de major interès de l'oferta catalana.
El text principal té la mateixa tipografia que la resta del diari, la Majerit, de la família romana antiga. La tipografia de titulars, destacats, peces a part, peus de fotografia i altres elements que no corresponen amb el text principal és de pal sec, un tipus de família tipogràfica que es caracteritza per les astes rectes i uniformes de les lletres, que fa que aquestes no presentin cap tipus d'acabament.

## Seccions
A la portada es presenta el tema del reportatge d'actualitat amb una fotografia de grans dimensions. Aquest sol ocupar dues pàgines més a l'interior. Tot seguit, es troben les diferents crítiques: literatura, art, cinema, televisió i arquitectura. L'agenda es troba a les dues últimes pàgines, mentre que la contraportada es reserva per una entrevista a alguna personalitat del món cultural i per una columna de tancament.

## Col·laboradors
Entre els periodistes i col·laboradors actuals del suplement trobem a crítics i historiadors com Rosa Mora, Xavier Monteys, Joan Foguet, Manuel Castaño, Josep Casamartina i Parassols, Ferran Sáez, Francesc Viadel o el catedràtic Jordi Llovet, que escriu una columna sobre els grans clàssics literaris. Tot i això, el nombre de col·laboradors de Quadern és molt ampli i no està format per un grup fix de persones.